# Phaisura erythrocephala
Phaisura erythrocephala är en stekelart som beskrevs av Heinrich 1967. Phaisura erythrocephala ingår i släktet Phaisura och familjen brokparasitsteklar. Inga underarter finns listade i Catalogue of Life.